# Partidul Național al Românilor din Banat și Ungaria
Partidul Național al Românilor din Banat și Ungaria a fost o formațiune politică a românilor din Banat și Regatul Ungariei, constituită la 26 ianuarie/7 februarie 1869 la Timișoara. Inițiativa a venit în contextul afirmării politice și naționale a românilor după instaurarea dualismului austro-ungar în 1867. Este considerată prima formațiune politică a românilor de pe teritoriul actual al României.

## Istorie
La 26 ianuarie/7 februarie 1869, la inițiativa lui Anton Mocioni, în sala Reduta din Palatul Culturii din Timișoara, a avut loc o conferință națională a reprezentanților românilor din Banat și Regatul Ungariei,  alături de delegați sârbi, conduși de Svetozar Miletić, în calitate de reprezentanți ai comitetului național sârb din Novi Sad.
Conform presei vremii, la conferință au luat parte peste 500 de persoane, printre care, membrii familiei Mocioni, Anton Mocioni, Gheorghe Mocioni, Alexandru Mocioni, Zenone Mocioni, Eugeniu Mocioni și Victor Mocioni, Vincențiu Babeș, Svetozar Miletić sau Constantin Rădulescu.
În cadrul acestei conferințe s-au stabilit un număr de nouă rezoluții, și anume:
Resolutiunea I.
Se respica multiamire D-séle dlui Antoniu de Mocioni pentru conchiamarea conferintiei; totu o data se dechiara recunoscinti’a tuturoru membriloru ilustrei familie de Mocioni pentru trecutu si incredere pentru viitoriu, cu rogarea, ca densii, séu câte unulu dintr’ensii, si de aci nainte pururea, de câte ori va cere trebuinti’a, se-si radice vócea sî se adune sî sfatuiésca sî conduca intieliginti’a poporului in lupt’a pentru natiunalitate.
(Primita cu unanimitate.)
Resolutiunea II.
Se respica votu de incredere sî recunoscintia publica deputatiloru natiunali de la diet’a trecuta, cari votara pentru proiectulu de lege combinatu in caus’a natiunalitâtiloru intre deputatii români sî serbi; acelu proiectu de lege se dechiara de alu conferintiei; elu se va sustiené si aperá sî mai de parte cu tóte midilócele legali.
(Primita cu unanimitate.)
Resolutiunea III.
Se recunósce de unu medilocu legale eficace sî se va infiintiá o partita politica natiunale de sine statatória, ai cârei’ membri se nu stee in legatura sî solidaritate cu alta careva partita politica.
(Primita cu unanimitale.)
Resolutiunea IV.
Se statoresce urmitórea programa pentru partid’a politica natiunale de sine statatória:
1. Solidaritatea cu natiunile patriei de asemenea interesu.
2. In caus’a natianalitâtilora tienerea la proiectulu de lege alu deputatilora români si serbi dela diet’a trecuta.
3. In caus’a Transilvaniei tienerea la cunoscutulu proiecta de resolutiune alu deputatiloru români.
4. Fiindu ca dupa esperiintiele de pâna acum n’a pututu a nu fi observata unu feliu de nesu internu intre art. de lege alu XII din 1867 sî intre negatiunea egalitatei de dreptu pentru natiunile nemagiare: din caus’a acést’a este detorinti’a partidei natiunali, a privi acestu articulu de lege sî din acestu punctu de vedere sî a-lu combate cu tóte mijlócele legali.
5. Spriginirea programului natiunale alu croatiloro in privinti’a autonomiei tierei loru.
6. Regularea municipieloru pre basea cea mai lata a democratiei si autonomiei.
7. Adoptarea principieloru liberalismului si democratiei in tóte sferele organismului vietiei publice.

(Primita in privinti’a puncteloru 1, 2, 6 si 7, cu unanimitate, in privinti’a puncteloru 3, 4, 5, cu o majoritate aprópe de unanimitate.)
Resolutiunea V.
Insinuatiunile ce se facu natiunalistiloru români din diferite pârti contrarie, cá sî cum caus’a loru natiunale in miscârile si luptele intru interesulu acelei’a, aru cuprinde atacuri contra tronului, patriei si constitutiunei, — ca unele ce stau in contradicere cu caracterulu, cu totu trecutulu sì presintele natiunei române, si asiá dara ca neintemeiate, cá calumnie tendentióse, intru interesulu patriei se iéu la cunoscintia cu cea mai viua parere de reu, finda ele calificate dea ingreuia si periclitá desvoltarea si fericirea patriei comune; iéra intru interesulu adeverului se respingu cu tóta resolutiunea.
(Primita eu unanimitate.)
Resolutiunea VI.
In lupt’a pentru natiunalitate, românii din Ungari’a si din Banatu fatia cu alegerile sî cu diet’a voru urmá politic’a de activitate.
(Primita cu unanimitate.)
Resolutiunea VII.
Candidatii sî respective deputatii nationali au a se oblegá cu parol’a de onóre, cumca se voru tiené de partid’a natiunale, sî de program’a ei.
(Primita cu voturi aprópe unanime.)
Resolutiunea VIII.
Nici unu deputatu natiunale nu póte primí vr’unu oficiu de statu.
(Primita cu unanimitate.)
Resolutiunea IX.
Pentru privighiare asupr’a alegeriloru sî conducerea sî spriginirea loru in tóte, intru interesul partidei natiunale, se va infiintiá:
1. Unu comitetu centrale in Temisióra de celu pucinu 15, celu multu 25 membri din locu sî de prin pârti; — iéra prin medilocirea acestu’a se voru infiintiá.
2. Comitate natiunali parteculari in tóte comitatele, unde nu esista inca; — mai departe prin staruinti’a acestor’a se voru infiintiá. —
3. Comitete cercuali prin tóte cercurile sî comunele, cari comitete voru stá intre sine in atingere, in legalura si in conlucrare cu comitetele comitatense sî respetive cu comitetulu centrale.
4. Comitatele cercuali voru avé nemidilocit’a ingrigire; ele vora lucrá si de a dreptalu si prin comitetele comunali; ele voru conduce la inscriere sî votare pre alegatori, sî totu ele voru medilocí adonare pentru a pune candidatu sî a-i luá acestui’a parol’a natiunale, precum si pentru veri care alta trebuintia. Cându unu cercu n’aru avé caudidatu natiunale séu nu s’ar poté intruni pentru punerea unui atare, elu, respective partit’a natiunale de acolo, va face apelu la comitetula comitatense, resp. centrale, sî acesta va intrevení eu suatulu seu sî cu conlucrarea sea.
5. Comitetele suntu impoterite a incheiá compromise cu alte partite politice — intru interesulu alegeriloru natiunale; comitetele cercuali insa pururea numai cu scirea sî pre lânga suatulu comitetului superioru.

(Primita cu unanimitate.)
Ulterior, în cadrul unei conferințe private desfășurate în Palatul Mocioni, a fost ales un comitet central format din: Alexandru Mocioni, Lazăr Ionescu, Meletie Drăghici, Ștefan Adam, Mircea V. Stănescu, Petru Alexandru, A. Săcoșean, Vincențiu Pop, Gheorghe Crăciunescu, Petru Popoviciu, V. Seiman, Traian Lungu, N. Nicolaevici, T. Tăran, I. N. Christian, S. David, V. Grozescu, A. Popoviciu și I. Ciacovan,  iar în fruntea acestuia a fost ales președinte Alexandru Mocioni.
Programul politic al partidului a fost acela al activismului.
A fuzionat după conferința de unificare de la Sibiu din 12-14 mai 1881 cu Partidul Național al Românilor din Transilvania pentru a forma Partidul Național Român din Ungaria și Transilvania.